# Malang Sari
Malang Sari is een bestuurslaag in het regentschap Lampung Selatan van de provincie Lampung, Indonesië. Malang Sari telt 2393 inwoners (volkstelling 2010).